# Астрономическая обсерватория имени Славея Златева
Астрономи́ческая обсервато́рия и́мени Славе́я Зла́тева (болг. Астрономическа обсерватория „Славей Златев“) в Кырджали (Болгария) — публичная обсерватория, созданная для популяризации астрономии и смежных наук. Расположена в северной части парка «Простор», неподалёку от Объединённого детского комплекса и Детской железной дороги.
В обсерватории есть Куде-рефрактор 150/2250 мм (стационарный), телескоп системы Кассегрена 150/2220 мм (переносной, дар местной администрации) и другие рефракторные телескопы, в основном производства компании Carl Zeiss. Телескопы используются вместе с камерами — AL CCD5 или цифровым фотоаппаратом Olympus E500. Осуществляются наблюдения за Солнцем, планетами и различными небесными телами.
В летние месяцы обсерватория проводит летние школы для юных астрономов на базе «Белые берёзы» под Ардино. В 2018-м году прошла 48-я такая школа, единственная в своём роде в Болгарии. Преподавать в ней приезжают научные сотрудники Института астрономии Болгарской академии наук. В программе летней астрономической школы 2018 года был также телемост с американским астронавтом Ричардом Линнеханом (астронавт выступил с лекцией «Влияние космоса на человеческий организм»). У школы «Белые берёзы» есть и осенне-зимняя сессия, на которую приезжают преподавать молодые учёные из столицы.
В октябре (ко дню города Кырджали 21 октября) в обсерватории проходит конференция по естественным наукам среди старших школьников учебных заведений города. Доклады конференции издаются в виде диска и книги.
Обсерватория носит имя Славея Златева (болг., 1946—1992), болгарского астронома, уроженца и почётного гражданина Кырджали (2005). Славей Златев основал обсерваторию и был среди основателей кырджалийского отделения Союза учёных Болгарии, член Европейского астрономического общества, участник проектов по разработке аппаратуры для космических аппаратов (устройства «Шипка» и «Лима-Д-Р», использовались на межпланетных станциях «Фобос»).
Обсерватория открыта для посетителей большую часть дня. В дневное время можно наблюдать за солнцем через стационарный телескоп. В конференц-зале обсерватории показывают документальные и научно-популярные фильмы. Необходимо предупреждать о посещении.
Обсерваторию возглавляет Агоп Узунбохосян. Он нередко выступает с комментариями по астрономическим явлениям на страницах местной прессы (например, в пик метеорного потока он объяснял читателям газеты «Нов Живот», чем могут быть полезны наблюдения за метеорами в развитии научных представлений о вселенной и её эволюции).